# 大阪府立藤井寺高等学校
大阪府立藤井寺高等学校（おおさかふりつふじいでらこうとうがっこう）は、大阪府藤井寺市にある公立高等学校。
全日制普通科を設置している。希望者を対象に、オーストラリアへの海外交流体験研修や近隣にある大阪府立藤井寺支援学校との交流活動もおこなっている。
同市にある大阪府立藤井寺工科高等学校（略称・藤工）との区別のために略称の「藤高」は「ふじたか」と読まれる。

## 沿革
- 1973年6月1日 - 第1期工事着工。
- 1974年4月1日 - 開校。
- 1974年10月19日 - 体育館工事着工。
- 1975年2月28日 - 第2期工事竣工。
- 1975年6月30日 - 体育館・プール工事竣工。
- 1976年2月28日 - 第3期工事竣工。
- 1988年7月30日 - 図書館にエアコンを設置。

## 出身者
- 高崎晃（LOUDNESS・LAZY）（ギター）※2年時に明治大学付属中野高等学校へ編入
- 樋口宗孝（LOUDNESS・LAZY）（ドラム）
- 片山圭司（元｢BLUEW｣）
- 松澤浩明（元｢MAKE-UP｣）（代表曲・聖闘士星矢｢ペガサス幻想｣）
- 片山淳子（松竹芸能タレント）
- 廣嶋禎数（サッカー審判員）
- 赤川貴弘 9期生（元プロ野球オリックス・バファローズコンディショニングコーチ）
- 別府あゆみ（タレント、女優）
- 大坪祐介（Rootless）（ドラム）
- ナルハシタイチ（Applicat spectra）（ドラム）
- 横野レイコ（レポーター）
- 中山巧（プロ総合格闘家）
- 河津修一（バトントワラー、ミュージカル俳優）

## 交通
- 近畿日本鉄道南大阪線藤井寺駅及び高鷲駅徒歩25分
- 近鉄バス八尾線70番系統 大正橋南詰バス停より徒歩5分